# Grotta di San Michele (Cagnano Varano)
La grotta di San Michele è una cavità naturale sita su un'altura poco distante dal lago di Varano nel comune di Cagnano Varano.

## Geografia fisica
Si tratta di una cavità di origine carsica, lunga 52 metri, larga tra i 6 e i 15,60 m ed alta fra i 3 ed i 7,20 metri.

### La pila di Santa Lucia
Dietro l'altare maggiore, è presente una conca calcarea piena di acqua prodotta dal continuo stillicidio dal soffitto della grotta.
Tale acqua viene ritenuta miracolosa per la vista.

### Posizione
La grotta è situata in contrada "Puzzone", a 900 metri di distanza dalla costa meridionale del Lago di Varano e a 2,5 km da Cagnano Varano, a circa 100 m s.l.m..
L'ingresso, rivolto a sud, prospetta sulla "Valle dell'Angelo" e sul "Canale di San Michele".
Si accede alla grotta mediante un sentiero che superato un cancello e un arco, con una statua di San Michele Arcangelo risalente al 1991, che ha sostituito la statua del 1631, giunge nello spiazzo antistante la grotta, dov'è presente un pozzo ed un campanile.

## Architettura

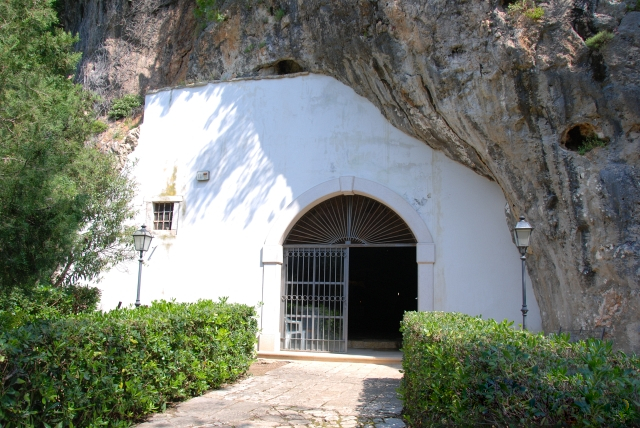
Ingresso della grotta - Facciata

### Esterno
La facciata della chiesa-grotta è stata realizzata con massi rocciosi dell'area, di colore grigio, in parte intonacata.
L'ingresso è protetto da un cancello in ferro battuto del 1932 e una porta in legno del 1898.

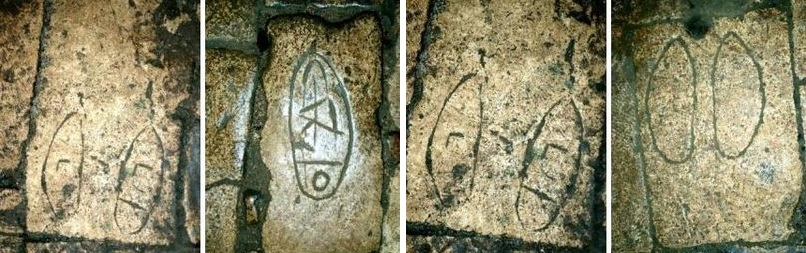
Impronte di scarpe lasciate per devozione dai fedeli

### Interno
La pavimentazione è costituita da basole rettangolari in pietra, su cui è possibile distinguere stalagmiti e o incisioni di mani e piedi lasciate dai fedeli. La pavimentazione è stata presumibilmente realizzata intorno alla fine del 1800, permettendo di abbassare il piano della grotta di oltre un metro.
La sacrestia si trova nella parte sinistra della grotta, accanto ad un'acquasantiera a base ottagonale. Al suo interno è presente un altare con, in bassorilievo, il volto di San Michele e, in basso, un serpente, indizio di una frequentazione pagana, presumibilmente longobarda prima della sua consacrazione.

#### Altari
L'altare maggiore è posizionato in fondo alla grotta. È sovrastato da un'urna con quattro colonne marmoree, con capitelli decorati, che custodisce la perfetta copia della statua di San Michele Arcangelo custodita nella basilica di Monte Sant'Angelo.
L'altare venne edificato, a devozione dei cagnanesi e dei rodiani nel 1929. La struttura marmorea venne realizzata nello stesso anno, a devozione di una fedele.
La balaustra antistante l'altare venne realizzata, a devozione dei reduci della seconda guerra mondiale nel 1943.
Altri altari:
- Altare di San Raffaele: nella parte destra della grotta, costituito da una nicchia con la statua del santo, alta 80 cm, raffigurato mentre calpesta il simbolo del male e con un cane, simbolo di fedeltà[1];
- Altare dell'Annunciazione: nella parte sinistra della grotta, con una statua della Madonna alta circa 70 cm, raffigurata con un angioletto sulla spalla sinistra[1].

Si tratta di altari probabilmente di epoca romanica. A dimostrarlo sono le croci gemmate e le formelle presenti su di essi.

## Storia

### Antichità
La grotta era abitata sin dal Paleolitico medio e superiore.
Numerosi reperti risalenti al paleolitico e al neolitico sono stati ritrovati negli spazi davanti all'ingresso o lungo il pendio sottostante.
Nel 1975 l'Istituto di Antropologia e Paleontologia Umana dell'Università di Siena svolse degli studi che portarono alla localizzazione di residui di un deposito contenente utensili del Paleolitico Superiore che permettono di documentare la pratica della caccia di un tipo di cavallo selvaggio, oggi estinto, che indurrebbe, inoltre, a pensare che, all'epoca, il territorio cagnanese fosse caratterizzato da praterie nelle aree pianeggianti che oggi costituiscono i fondali della laguna di Varano.
Al di sotto della pavimentazione della grotta sono sicuramente presenti altri reperti che potrebbero anche risalire al Paleolitico Medio, mentre non sono presumibilmente presenti reperti di epoca neolitica visto il ritrovamento di numerosi frammenti di ceramica lavorata all'ingresso della grotta.

### Medioevo
La destinazione al culto micaelico risale al Medioevo mentre è molto probabile una sua destinazione ad altri culti in periodo paleocristiano.